# Vincent Scotto
Vincent Scotto född 22 april 1876 i Marseille Frankrike död 15 november 1952 i Paris, var en populärkompositör, operett- och filmkompositör.